# Seahawks Gdynia

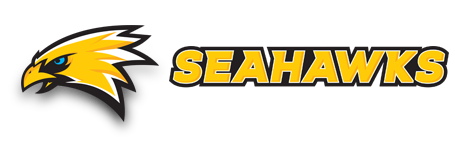

Seahawks Gdynia – polski zespół futbolu amerykańskiego, członek Polskiego Związku Futbolu Amerykańskiego, występujący w Lidze Futbolu Amerykańskiego, mistrz Polski w 2012, 2014 i 2015 roku.
Klub założony w październiku 2005. Pierwsze treningi odbyły się w październiku 2005 na stadionie MOSiR w Redzie. W marcu 2006 treningi przeniesiono na stadion w Gdańsku i w Sopocie. Od marca 2008 drużyna gra i trenuje na boisku Gdańskiego Ośrodka Kultury Fizycznej w Gdańsku przy ul. Grunwaldzkiej 244. W 2011 roku drużyna przeniosła się do Gdyni, gdzie gra i trenuje na Narodowym Stadionie Rugby przy ul. Kazimierza Górskiego (Obok Hali Widowiskowo-Sportowej w Gdyni). Jednocześnie drużyna została przemianowana z Pomorze Seahawks na Seahawks Gdynia. Od sezonu 2014 drużyna Sabercats Sopot (utworzona w 2011) stanowi drugoligowe rezerwy jako Seahawks Sopot. W lutym 2015 roku odbyła się premiera dokumentu HBO „Niepowstrzymani”, którego głównymi bohaterami są trzej zawodnicy drużyny Seahawks Gdynia.

## Kadra
Liczba zawodników:
- drużyna seniorów – 39
- drużyna juniorów – 12

### Kadra2008
| SEAHAWKS GDYNIA |         |                           |                     |         |
| Poz             | Nr      | Imię i nazwisko           | Data urodzenia      |         |
| QB              | 11      | Maciej Siemaszko          | 29 marca 1985       | Polska  |
| RB              | 0       | Łukasz Jabłonka           | 4 marca 1983        | Polska  |
| RB              | 16      | Michał Rakowiec           | 19 września 1975    | Polska  |
| RB              | 20      | Sebastian Krzysztofek     | 18 sierpnia 1985    | Polska  |
| RB              | 35      | Daniel Kokoszka           | 22 kwietnia 1984    | Polska  |
| RB              | 30      | Stefan Fierke             | 21 sierpnia 1991    | Polska  |
| WR              | 14      | Marcel Konieczny          | 6 listopada 1990    | Polska  |
| WR              | 33      | Marek Wiktor              | 30 września 1983    | Polska  |
| WR              | 89      | Tomek Moskal              | 17 grudnia 1983     | Polska  |
| WR              | 87      | Karol Materka             | 10 czerwca 1987     | Polska  |
| WR              | 17      | CK Bachoo                 | 17 listopada 1976   | USA     |
| TE              | 44      | Damian Bijan              | 29 maja 1986        | Polska  |
| OL              | 66      | Robert Mikołajczewski     | 18 kwietnia 1985    | Polska  |
| OL              | 73      | Jakub Krystecki           | 20 Grudnia 1988     | Polska  |
| OL              | 78      | Łukasz Miotke             | 9 października 1989 | Polska  |
| OL              | 75      | Krzysztof Karsznia        | 14 lutego 1986      | Polska  |
| OL              | 76      | Przemysław Mechlewicz     | 25 kwietnia 1984    | Polska  |
| OL              | 77      | Tomasz Peciak             | 22 sierpnia 1990    | Polska  |
| OL              | 79      | Jakub Sawicki             | 30 kwietnia 1980    | Polska  |
| OL              | 94      | Szymon Jażdżewski         | 22 czerwca 1986     | Polska  |
| DL              | 49      | Krzysztof Osendowski      | 16 marca 1986       | Polska  |
| DL              | 60      | Szymon Wesołowski         | 28 sierpnia 1985    | Polska  |
| DL              | 52      | Lev Davydovsky            | 3 grudnia 1982      | Rosja   |
| DL              | 81      | Mikołaj Ochman            | 2 listopada 1985    | Polska  |
| DL              | 92      | Krzysztof Toruński        | 31 maja 1983        | Polska  |
| DL              | 97      | Maciej Suchanowski        | 17 lutego 1983      | Polska  |
| DL              | 98      | Gaweł Pilachowski         | 22 czerwca 1985     | Polska  |
| LB              | 12      | Kacper Matuszewski        | 19 listopada 1983   | Polska  |
| LB              | 16      | Alexander Mozalewski      | 16 maja 1985        | Szwecja |
| LB              | 40      | Andrzej „Kosma” Kosmalski | 17 lipca 1985       | Polska  |
| LB              | 72      | Michał Biernat            | 28 września 1984    | Polska  |
| LB              | 74      | Michał Garbowski          | 28 lipca 1986       | Polska  |
| LB              | 80      | Krzysztof Piekarek        | 16 maja 1985        | Polska  |
| LB              | 90      | Maciej Ruszkowski         | 1 września 1986     | Polska  |
| DB              | 22      | Michał Rębisz             | 15 czerwca 1983     | Polska  |
| DB              | 24      | Marek Roszczyniała        | 6 czerwca 1986      | Polska  |
| DB              | 28      | Daniel Popek              | 25 kwietnia 1986    | Polska  |
| DB              | 29      | Jakub Muraszko            | 18 sierpnia 1986    | Polska  |
| DB              | 86      | Maciej Michałek           | 8 marca 1984        | Polska  |
| Trener:         | Trener: | Maciej Cetnerowski        | 12 stycznia 1983    | Polska  |
|                 |         |                           |                     |         |

### KadraLFA2019
| Poz | Nr | Imię i nazwisko      | Narodowość |
| --- | -- | -------------------- | ---------- |
| LB  | 1  | Barron Miller        | USA        |
| QB  | 2  | Mateusz Kroć         | Polska     |
| QB  | 3  | Jason Smith          | USA        |
| LB  | 5  | Hubert Chudy         | Polska     |
| RB  | 7  | Adam Górczyński      | Polska     |
| WR  | 8  | Piotr Rudnicki       | Polska     |
| DB  | 9  | Kacper Rokiciński    | Polska     |
| RB  | 10 | Szymon Syposz        | Polska     |
| DB  | 11 | Maciej Siemaszko     | Polska     |
| DB  | 15 | Bartosz Sitasz       | Polska     |
| WR  | 16 | Mateusz Miotke       | Polska     |
| DB  | 17 | Grzegorz Piotrowski  | Polska     |
| DB  | 18 | Grzegorz Terlecki    | Polska     |
| DB  | 21 | Maciej Ćwikliński    | Polska     |
| WR  | 23 | Jakub Mazan          | Polska     |
| DB  | 27 | Dawid Magrean        | Polska     |
| DB  | 29 | Maciej Hałabiś       | Polska     |
| DB  | 32 | Kacper Karwowski     | Polska     |
| WR  | 34 | Jakub Kozłowski      | Polska     |
| DB  | 36 | Wojciech Przysowa    | Polska     |
| DL  | 37 | Arkadiusz Soberski   | Polska     |
| LB  | 39 | Jakub Mazajło        | Polska     |
| RB  | 40 | Dariusz Pepliński    | Polska     |
| LB  | 41 | Paweł Probierz       | Polska     |
| LB  | 42 | Rafał Michoń         | Polska     |
| DL  | 43 | Karol Rudzki         | Polska     |
| RB  | 44 | Miłosz Góralski      | Polska     |
| WR  | 46 | Paweł Wojewódka      | Polska     |
| LB  | 47 | Marcin Dubicki       | Polska     |
| DL  | 50 | Marcin Bańbura       | Polska     |
| LB  | 52 | Szymon Wica          | Polska     |
| DL  | 53 | Kacper Ruczyński     | Polska     |
| LB  | 57 | Marcin Rynkowski     | Polska     |
| OL  | 61 | Michał Wojewódka     | Polska     |
| OL  | 65 | Bartosz Klechowicz   | Polska     |
| OL  | 68 | Jan Stenka           | Polska     |
| OL  | 69 | Mateusz Piernicki    | Polska     |
| OL  | 71 | Paweł Głodowski      | Polska     |
| OL  | 73 | Jakub Krystecki      | Polska     |
| DL  | 75 | Arkadiusz Cieślok    | Polska     |
| OL  | 77 | Tomasz Peciak        | Polska     |
| OL  | 78 | Jan Chojnowski       | Polska     |
| OL  | 79 | Maciej Suchanowski   | Polska     |
| WR  | 81 | Zbigniew Jost        | Polska     |
| WR  | 84 | Wojciech Szubert     | Polska     |
| WR  | 86 | Michał Jarocki       | Polska     |
| WR  | 87 | Filip Pikiel         | Polska     |
| TE  | 89 | Paweł Fabich         | Polska     |
| LB  | 91 | Jarosław Wolnik      | Polska     |
| DL  | 93 | Wojciech Daniszewski | Polska     |
| WR  | 94 | Tymoteusz Dubiński   | Polska     |
| DL  | 98 | Dariusz Ankiewicz    | Polska     |
| LB  | 99 | Bartosz Domżalski    | Polska     |

| Trener główny:         | Mele J. Mosqueda  | USA    |
| Koordynator defensywy: | Daniel Piechnik   | Polska |
| Trener pozycji RB:     | Gaweł Pilachowski | Polska |
| Trener pozycji CB:     | Peter Plesa       | Kanada |

## Mecze
- Pierwszy mecz oficjalny i jednocześnie pierwszy mecz w Polskiej Lidze Futbolu Amerykańskiego – 14 października 2006, Sopot, stadion Ogniwo Sopot, z 1. KFA Wielkopolska, wygrany 51:6.
- I SuperFinał Polskiej Ligi Futbolu Amerykańskiego, 12 listopada 2006, Warszawa, Stadion Marymont, z Warsaw Eagles, przegrany 6:34
- VII SuperFinał – mistrzostwa Polski Polskiej Ligi Futbolu Amerykańskiego, 15 lipca 2012, Warszawa, Stadion Narodowy w Warszawie (po raz pierwszy), z Warsaw Eagles, wygrany 52:37
- IX SuperFinał – mistrzostwa Polski Polskiej Ligi Futbolu Amerykańskiego, 2 sierpnia 2014, Gdynia, Stadion GOSiR, z Panthers Wrocław, wygrany 41:32.
- X SuperFinał- mistrzostwa Polski Polskiej Ligi Futbolu Amerykańskiego, 11 lipca 2015, Wrocław, Stadion Wrocław z Panthers Wrocław, wygrany 28: 21

## Sezon 2008
Sezon zasadniczy PLFA I

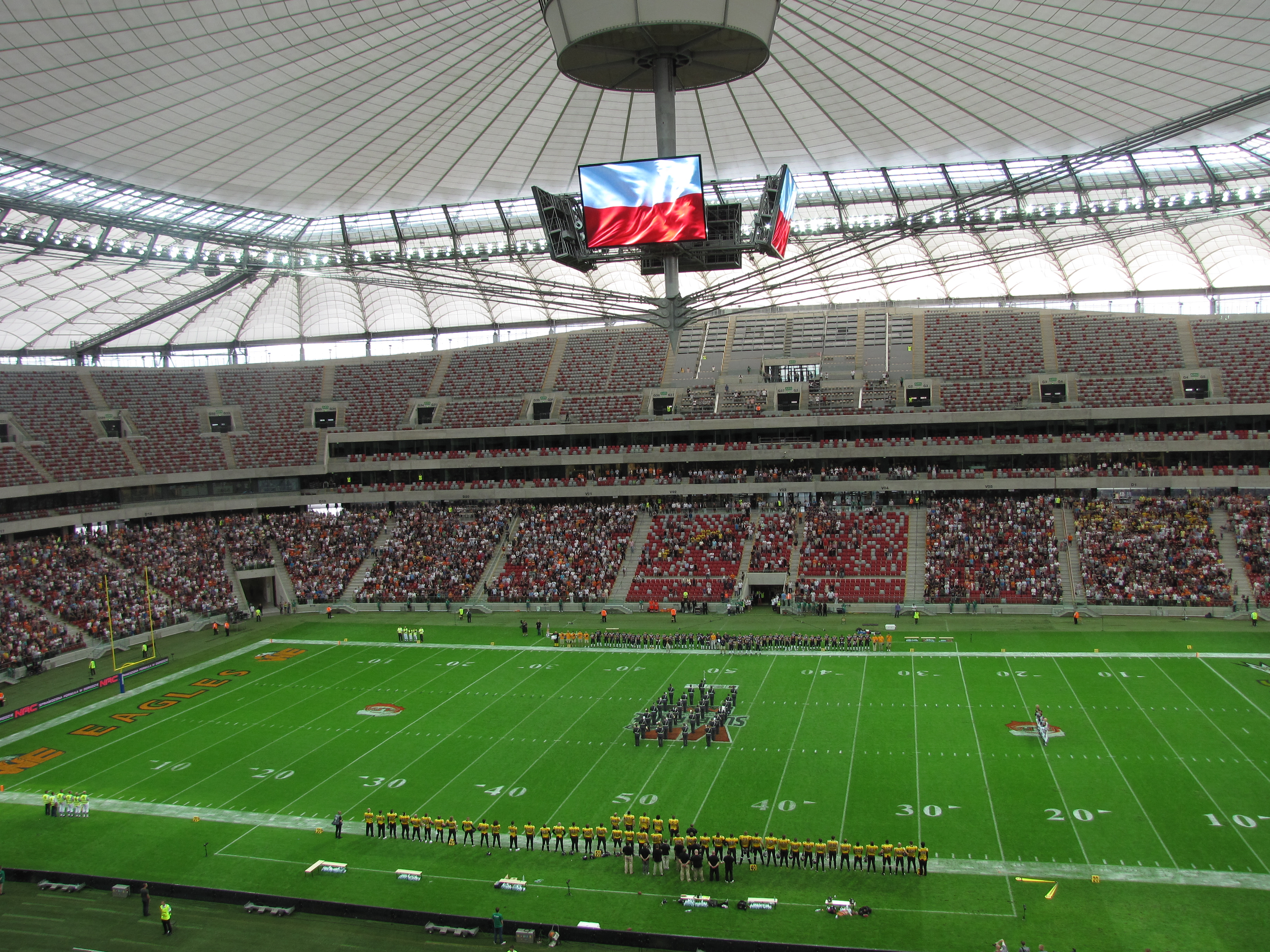
Seahawks Gdynia przed meczem Superfinału PLFA rozegranym na Stadionie Narodowym w Warszawie

- Pomorze Seahawks – Kozły Poznań 62-0
- Devils Wrocław – Pomorze Seahawks 7-14
- Pomorze Seahawks – The Crew Wrocław 24-18
- Silesia Miners – Pomorze Seahawks 22-28
- Pomorze Seahawks – Husaria Szczecin 42-21
- Pomorze Seahawks – Kraków Tigers 36-0
- Warsaw Eagles – Pomorze Seahawks 22-0

Półfinał PLFA I
- Pomorze Seahawks – Devils Wrocław 24-20

POLISH BOWL 2008
- Pomorze Seahawks – Warsaw Eagles 14-26

## Sezon 2019
W 2019 drużyna Seahawks Gdynia przystąpiła do drugiej edycji rozgrywek LFA (Liga Futbolu Amerykańskiego). Swoje zmagania toczyła w grupie północnej, której końcowa tabela znajduje się pod listą poszczególnych spotkań sezonu zasadniczego. 11 maja 2019 w Wyszkowie Seahawks Gdynia odnieśli najwyższe zwycięstwo w historii Ligi Futbolu Amerykańskiego, zdobywając 72 punkty i nie tracąc żadnego przeciwko drużynie Wyszków Rhinos. Było to też debiutanckie spotkanie rozgrywającego Jasona Smitha.

### Tabela Grupy Północnej LFA1
| Miejsce | Drużyna                | Punkty | Mecze | Wygrane | Porażki | Małe punkty | Małe punkty | +/−  |
| ------- | ---------------------- | ------ | ----- | ------- | ------- | ----------- | ----------- | ---- |
| 1.*     | Lowlanders Białystok   | 8      | 6     | 4       | 2       | 167         | 106         | 61   |
| 2.      | Seahawks Gdynia        | 8      | 6     | 4       | 2       | 206         | 105         | 101  |
| 3.      | Warsaw Mets            | 6      | 5     | 3       | 2       | 129         | 73          | 56   |
| 4.      | AZS UWM Olsztyn Lakers | 4      | 5     | 2       | 3       | 79          | 149         | -70  |
| 5.      | Rhinos Wyszków         | 0      | 5     | 0       | 5       | 52          | 202         | -150 |
| 6.      | Wilki Łódzkie          | 0      | 5     | 0       | 5       | 48          | 211         | -163 |

## Polska Liga Futbolu Amerykańskiego
- 2006 – wicemistrz
- 2007 – awans do play-off
- 2008 – finalista „Polish Bowl 2008” – wicemistrz
- 2012 – Mistrz Polski (zwycięzca SuperFinału)
- 2014 – Mistrz Polski
- 2015 – Mistrz Polski